# Můstek (Berg)
Der Můstek (deutsch Brückelberg) ist mit 1235 m n.m. Höhe der höchste Berg des Pancířský hřbet (Panzerkamm) im nördlichen Teil der Šumava (Böhmerwald). Er liegt etwa acht km nördlich von Železná Ruda (Markt Eisenstein). Der tschechische Name ist eine Übersetzung des ursprünglichen deutschen Namens.
Der Brückelberg liegt im zentralen Teil des Panzerkamms, etwa drei km nördlich des Pancíř und fünf km südöstlich des Prenet (Brennerberg). Der Panzerkamm ist ein Glimmerschieferrücken, der sich vom Panzerberg über die Hochgefild (Habr), den Brücklberg. Dieser Rücken begrenzt das Tal der Úhlava (Angel), die am Westhang des Panzerbergs entspringt. 
An den Hängen des Brückelberg entspringt der Křemelná (Kieslingbach).

## Zugang
Vom Ortsteil Špičák (Spitzberg) in Železná Ruda führt ein Wanderweg mit roter Wandermarkierung über den Panzerberg zum Brückelberg.

## Nachweise
- Nikolaus Pollmann, Rosemarie Spannbauer-Pollmann: Böhmerwald: 50 ausgewählte Wanderungen. Bergverlag Rother, 1996, S. 30.
- Moritz Willkomm: Der Böhmerwald und seine Umgebungen: Ein Handbuch für Reisende. Bellmann, 1878, S. 26,159 (Verweis).